# Frank Faylen
Frank Faylen (* 8. Dezember 1905 in St. Louis, Missouri als Francis Charles Ruf; † 2. August 1985 in Burbank, Kalifornien) war ein US-amerikanischer Schauspieler.

## Leben
Frank Faylens Eltern waren Akteure eines Vaudeville-Theaters mit den Künstlernamen „Ruf and Cusik“. Schon als Baby wurde er Teil ihrer Vorführungen. Faylen wuchs in Theaterkreisen auf. In Kirkwood, Missouri, besuchte er das College. Doch er kehrte schon nach kurzer Zeit 18-jährig als Pantomime und Clown wieder ans Theater zurück. Als Sänger und Tänzer reiste er mit Theatertourneen durch die Vereinigten Staaten.
Bei einem Aufenthalt in Los Angeles wurde Faylen im Jahr 1936 zu Probeaufnahmen eingeladen. Diese Aufnahmen waren der Start für eine mehr als vierzigjährige Film- und Fernsehkarriere. Sein Rollenspektrum war breit gefächert, er spielte sowohl sympathische als auch unangenehme Figuren. Das nächste Jahrzehnt spielte Faylen vor allem kleinere Nebenrollen, die häufig im Abspann unerwähnt blieben. Sein Durchbruch im Kino erfolgte 1945 mit einer oft als bemerkenswert eingestuften Darstellung des sadistischen Krankenpflegers Bim in dem Alkoholikerdrama Das verlorene Wochenende von Billy Wilder. Danach gewannen seine Nebenrollen an Substanz und er erhielt fast immer eine Nennung im Filmabspann. 1946 verkörperte er als freundlicher Taxifahrer Ernie in Frank Capras Filmklassiker Ist das Leben nicht schön? an der Seite von James Stewart eine seiner heute noch bekanntesten Rollen.
In den 1950er-Jahren begann er auch regelmäßig in Fernsehserien aufzutreten. Einem breiteren Publikum in den Vereinigten Staaten wurde Faylens Name erst durch seine Auftritte in der Fernsehserie The Many Loves of Dobie Gillis bekannt, die ab 1959 für vier Jahre ausgestrahlt wurde. In dieser verkörperte er Herbert T. Gillis, den eher altmodisch eingestellten und hitzköpfigen Vater der jugendlichen Hauptfigur Dobie. Seinen letzten Auftritt vor einer Kamera absolvierte er 1978 in der Krimiserie Quincy. Insgesamt umfasst Frank Faylens filmisches Schaffen über 180 Film- und Fernsehproduktionen.
1936 heiratete Faylen seine Schauspielkollegin Carol Hughes (1910–1995), diese Ehe hielt bis zu seinem Tod. Mit ihr hatte er zwei Töchter. Frank Faylen starb 1985 im Alter von 79 Jahren an den Folgen einer längeren Atemwegserkrankung. An der Adresse 6211 Hollywood Boulevard erinnert auf dem Hollywood Walk of Fame ein Stern der Kategorie Fernsehen an seine Leistungen.

## Filmografie (Auswahl)
- 1936: Wem gehört die Stadt? (Bullets or Ballots)
- 1937: Mord im Nachtclub (Marked Woman)
- 1937: San Quentin (Flucht aus San Quentin)
- 1937: Kid Galahad – Mit harten Fäusten (Kid Galahad)
- 1937: Der dritte Grad (They Won’t Forget)
- 1937: The Case of the Stuttering Bishop
- 1938: Liebe zu viert (Four’s a Crowd)
- 1938: Zu heiß zum Anfassen (Too Hot to Handle)
- 1939: Drunter und drüber (It’s a Wonderful World)
- 1939: Vom Winde verweht (Gone with the Wind)
- 1939: Zwölf Monate Bewährungsfrist (Invisible Stripes)
- 1940: Der Traum vom schönen Leben (Saturday’s Children)
- 1940: Der große Edison (Edison, the Man)
- 1940: Orchid, der Gangsterbruder (Brother Orchid)
- 1940: Früchte des Zorns (The Grapes of Wrath)
- 1940: Keine Zeit für Komödie (No Time for Comedy)
- 1940: Früchte des Zorns (The Grapes of Wrath)
- 1940: Keine Zeit für Komödie (No Time for Comedy)
- 1940: Nachts unterwegs (They Drive by Night)
- 1940: Im Taumel der Weltstadt (City for Conquest)
- 1940: Zum Bösen verdammt (East of the River)
- 1941: Mr. X auf Abwegen (Footsteps in the Dark)
- 1941: Der Herzensbrecher (Affectionately Yours)
- 1941: Blüten im Staub (Blossoms in the Dust)
- 1941: Sergeant York
- 1941: Komm, bleib bei mir (Come Live with Me)
- 1942: Yankee Doodle Dandy
- 1942: Der große Wurf (Pride of the Yankees)
- 1942: Dick und Doof als Geheimagenten beim FBI (A-Haunting We Will Go)
- 1942: Manila (Somewhere I’ll Find You)
- 1942: Abenteuer in Panama (Across the Pacific)
- 1942: Atemlos nach Florida (The Palm Beach Story)
- 1943: Das Geständnis einer Frau (The Hard Way)
- 1943: Botschafter in Moskau (Mission to Moscow)
- 1943: Korvette K 225 (Corvette K-225)
- 1943: Der unbekannte Gast (The Unknown Guest)
- 1943: Kampf in den Wolken (A Guy Named Joe)
- 1943: Tarzan, Bezwinger der Wüste (Tarzan’s Desert Mystery)
- 1943: The Gang’s All Here
- 1944: Stehplatz im Bett (Standing Room Only)
- 1944: An American Romance
- 1944: Das Gespenst von Canterville (The Canterville Ghost)
- 1944: Address Unknown
- 1945: Oh, Susanne! (The Affairs of Susan)
- 1945: Bombalera (Kurzfilm)
- 1945: Das verlorene Wochenende (The Lost Weekend)
- 1945: Pride of the Marines
- 1946: In Ketten um Kap Horn (Two Years Before the Mast)
- 1946: Mutterherz (To Each His Own)
- 1946: Die blaue Dahlie (The Blue Dahlia)
- 1946: Blau ist der Himmel (Blue Skies)
- 1946: Ist das Leben nicht schön? (It’s a Wonderful Life)
- 1947: California
- 1947: Die widerspenstige Gattin (Suddenly, It’s Spring)
- 1947: Mit Gesang geht alles besser (Welcome Stranger)
- 1947: Pauline, laß das Küssen sein (The Perils of Pauline)
- 1947: Der Weg nach Rio (Road to Rio)
- 1947: Mädchen für Hollywood (Variety Girl, Cameo)
- 1948: Nacht in der Prärie (Blood on the Moon)
- 1948: Der Todesverächter (Whispering Smith)
- 1950: Der Nevada-Mann (The Nevadan)
- 1950: Francis, ein Esel – Herr General (Francis)
- 1950: Der Rebell von Mexiko (The Eagle and the Hawk)
- 1950: Verurteilt (Convicted)
- 1950: Flammendes Tal (Copper Canyon)
- 1951: Vierzehn Stunden (Fourteen Hours)
- 1951: Die Faust der Vergeltung (Passage West)
- 1951: Polizeirevier 21 (Detective Story)
- 1951: Spione, Liebe und die Feuerwehr (My Favorite Spy)
- 1952: Der unsichtbare Schütze (The Sniper)
- 1952: Arena der Cowboys (The Lusty Men)
- 1952: Goldraub in Texas (Hangman’s Knot)
- 1953: Taxi 539 antwortet nicht (99 River Street)
- 1954: Terror in Block 11 (Riot in Cell Block 11)
- 1954: Gegen Terror und Banditen (The Lone Gun)
- 1955: Plünderer am Pikes Peak (The Looters)
- 1955: Wolkenstürmer (The McConnell Story)
- 1956: Terror (Terror at Midnight)
- 1956: Klar Schiff zum Gefecht (Away All Boats)
- 1956: Die siebte Kavallerie (7th Cavalry)
- 1956: Die unsichtbare Front (Three Brave Men)
- 1957: Zwei rechnen ab (Gunfight at the O.K. Corral)
- 1957: Dino – der Bandit (Dino)
- 1958: Maverick (Fernsehserie, 1 Folge)
- 1959–1963: The Many Loves of Dobie Gillis (Fernsehserie, 118 Folgen)
- 1960: Land der tausend Abenteuer (North to Alaska)
- 1965: Eine Uni voller Affen (The Monkey’s Uncle)
- 1965: Boy meiner Träume (When the Boys Meet the Girls)
- 1968: Funny Girl
- 1971: Eddie (Fernsehfilm)
- 1978: Quincy (Fernsehserie, 1 Folge)